# Manternach
Manternach est une localité luxembourgeoise et une commune dont elle est le chef-lieu situées dans le canton de Grevenmacher.

## Géographie
Le village est traversé d’ouest en est par la Syre, un affluent de la Moselle.

### Sections de la commune
- Berbourg
- Lellig
- Manternach (chef-lieu)
- Munschecker

### Communes limitrophes
- Grevenmacher
- Biwer
- Bech
- Rosport-Mompach
- Mertert

### Voies de communication et transports
La commune est desservie par le Régime général des transports routiers (RGTR) et exploite un service « City-Bus » sur réservation, nommé « Ruffbus Manternach ».

## Population et société

### Démographie
L'évolution du nombre d'habitants est connue à travers les recensements de la population effectués dans le pays depuis 1821. Les recensements décennaux de la population permettent de caler les chiffres sur la composition de la population par sexe, âge, nationalité et commune de résidence. Entre deux recensements, la population au 1er janvier de l’année {\displaystyle x} est évaluée en ajoutant à la population au 1er janvier de l’année {\displaystyle x-1} les soldes naturel (naissances {\displaystyle -} décès) et migratoire (arrivées {\displaystyle -} départs) de l'année. La même méthode est appliquée pour la répartition par âge au 1er janvier et les effectifs totaux par nationalité. Depuis le 1er septembre 2023, le Luxembourg dénombre 100 communes.
Au 1er janvier 2024, la commune comptait 2 296 habitants.
| 1821  | 1851  | 1871  | 1880  | 1890  | 1900  | 1910  | 1922  | 1930  |
| ----- | ----- | ----- | ----- | ----- | ----- | ----- | ----- | ----- |
| 1 010 | 1 554 | 1 444 | 1 422 | 1 388 | 1 438 | 1 407 | 1 273 | 1 231 |

| 1935  | 1947  | 1960  | 1970 | 1978 | 1979 | 1981 | 1983 | 1984 |
| ----- | ----- | ----- | ---- | ---- | ---- | ---- | ---- | ---- |
| 1 166 | 1 119 | 1 001 | 981  | 962  | 967  | 948  | 990  | 980  |

| 1985 | 1986 | 1987  | 1988  | 1989  | 1990  | 1991  | 1992  | 1993  |
| ---- | ---- | ----- | ----- | ----- | ----- | ----- | ----- | ----- |
| 980  | 990  | 1 000 | 1 029 | 1 031 | 1 058 | 1 023 | 1 033 | 1 061 |

| 1994  | 1995  | 1996  | 1997  | 1998  | 1999  | 2000  | 2001  | 2002  |
| ----- | ----- | ----- | ----- | ----- | ----- | ----- | ----- | ----- |
| 1 075 | 1 105 | 1 136 | 1 190 | 1 232 | 1 246 | 1 267 | 1 322 | 1 373 |

| 2003  | 2004  | 2005  | 2006  | 2007  | 2008  | 2009  | 2010  | 2011  |
| ----- | ----- | ----- | ----- | ----- | ----- | ----- | ----- | ----- |
| 1 451 | 1 498 | 1 527 | 1 557 | 1 607 | 1 653 | 1 703 | 1 718 | 1 761 |

| 2012  | 2013  | 2014  | 2015  | 2016  | 2017  | 2018  | 2019  | 2020  |
| ----- | ----- | ----- | ----- | ----- | ----- | ----- | ----- | ----- |
| 1 813 | 1 824 | 1 886 | 1 885 | 1 916 | 2 068 | 2 127 | 2 163 | 2 181 |

| 2021  | 2022  | 2023  | 2024  | - | - | - | - | - |
| ----- | ----- | ----- | ----- | - | - | - | - | - |
| 2 216 | 2 249 | 2 298 | 2 296 | - | - | - | - | - |

Pour des raisons techniques, il est temporairement impossible d'afficher le graphique qui aurait dû être présenté ici.

## Culture locale et patrimoine

### Lieux et monuments
- L’église Saint-Brice.